# Драган Мрджа
Драган Мрджа (серб. Dragan Mrđa, нар. 23 січня 1984, Вршац) — сербський футболіст, нападник клубу «Омія Ардія».
Виступав на батьківщині за клуби «Црвена Звезда» та «Воєводина», а також за іноземних клубів та національну збірну Сербії.

## Клубна кар'єра
Народився 23 січня 1984 року в місті Вршац. Вихованець футбольної школи клубу «Црвена Звезда». Дорослу футбольну кар'єру розпочав 2001 року в основній команді того ж клубу, проте основним гравцем стати так і не зумів, через що виступав на правах оренди за друголігове «Єдинство» (Уб)
На початку 2006 року став гравцем бельгійського «Льєрса», однак там особливою результативністю він не відзначився і був відданий в оренду «Зюлте-Варегем».
Влітку 2007 року став гравцем російського клубу «Хімки». У складі нового клубу Мрджа також особливих успіхів не добився, забивши за рік в 9 матчах чемпіонату 2 м'ячі.
Своєю грою за останню команду привернув увагу представників тренерського штабу «Воєводини», до складу якої приєднався 2008 року. Відіграв за команду з Нового Сада наступні два сезони своєї ігрової кар'єри. Більшість часу, проведеного у складі «Воєводини», був основним гравцем атакувальної ланки команди і одним з головних бомбардирів команди, маючи середню результативність на рівні 0,63 голу за гру першості. Причому в першому сезоні своїми 13 голами допоміг команді стати віце-чемпіоном Сербії і кваліфікуватись в Лігу Європи, а у сезоні 2009/10 з 22 голами став найкращим бомбардиром Суперліги.
Влітку 2010 року перейшов в швейцарський «Сьйон», підписавши трирічний контракт. В першому сезоні Мрджа забив 8 голів в 18 матчах в чемпіонаті і допоміг команді здобути перемогу в національному кубку, проте надалі випав з основного складу і у сезоні 2012/13 змушений був навіть грати за другу команду клубу в третьому дивізіоні.
Влітку 2013 року на правах вільного агента повернувся в рідну «Црвена Звезду», в якій в першому ж сезоні знову став найкращим бомбардиром чемпіонату Сербії з 19 голами, чим допоміг «Звезді» виграти національний чемпіонат..
До складу японського клубу «Омія Ардія» приєднався 1 липня 2014 року. Відтоді встиг відіграти за команду з району Омія 18 матчів в національному чемпіонаті.

## Виступи за збірні
Протягом 2004–2007 років залучався до складу молодіжної збірної Сербії. Брав участь в молодіжному чемпіонаті Європи 2007 року, де забив два голи, в тому числі і один в фіналі проти Нідерландів (1:4) та разом зі збірною виграв срібло турніру. Всього на молодіжному рівні зіграв у 23 офіційних матчах, забив 11 голів.
19 листопада 2008 року дебютував в офіційних матчах у складі національної збірної Сербії в товариському матчі проти збірної Болгарії (6:1), вийшовши на заміну на 34 хвилині замість автора дублю Саво Милошевича.
У складі збірної був учасником чемпіонату світу 2010 року у ПАР, проте на поле так жодного разу і не вийшов.
Наразі провів у формі головної команди країни 14 матчів, забивши 2 голи.

## Титули і досягнення
- Володар Кубка Сербії та Чорногорії (1):

«Црвена Звезда»: 2003-04
- Чемпіон Сербії та Чорногорії (1):

«Црвена Звезда»: 2003-04
- Володар Кубка Швейцарії (1):

«Сьйон»: 2010-11
- Чемпіон Сербії (1):

«Црвена Звезда»: 2013-14

### Індивідуальні
- Найкращий бомбардир чемпіонату Сербії: 2009-10, 2013-14
- В символічній збірній чемпіонату Сербії: 2009-10, 2013-14